# Petlia Pristrastija
Petlia Pristrastija (en ruso: Петля Пристрастия) es una banda bielorrusa de post-punk, fundada en 2004 en Minsk. El grupo está formado por cinco personas, y cuenta con cinco álbumes de larga duración.

## Biografía
La banda se formó en 2004 por el vocalista Ilya Cherepko-Samokhvalov y el bajista Timofei Savitsky sobre lo que quedó de un proyecto anterior, Polypy. Según Ilya Cherepko-Samokhvalov, el nombre del grupo (Bucle de Adicción, en español) provino de un cartel soviético contra el alcohol, que vio en una clínica.
En 2009, el álbum debut del grupo titulado Всем доволен fue publicado por el sello moscovita "Snegiri". El registro fue recibido positivamente, en particular, el columnista de la revista de Moscú Afisha Aleksandr Gorbachov escribió: “El primer álbum de Petlia Pristrastija es el mejor disco de rock ruso del año".
Petlia Pristrastija, junto con otras bandas bielorrusas como Serebryanaya Svadba, Addis Ababa, Cassiopeia y Botanic Project, ha estado participando en el festival anual de caridad Помоги детям вместе с нами (en español: ayuda a los niños desde 2010). Recaudan fondos para el internado de Minsk para niños discapacitados con discapacidad, donde trabaja Alexei Tarasevich, baterista de Petlia Pristrastija.
En 2011, la banda lanzó su segundo álbum, Hypnopedia. Ese mismo año, el vocalista de la banda, Ilya Cherepko-Samokhvalov, fue preseleccionado para el premio Steppenwolf en la categoría "Palabras".
En 2013, se lanzó el álbum Phobos, que fue nombrado el mejor álbum en ruso del año por la revista Afisha. "Es tan cotidiano, nadie más sabe cómo hablar con seguridad sobre el dolor y el sufrimiento en el espacio postsoviético", escribió Natalya Yugrinova desde Colta.ru.
En la primavera de 2016, el álbum Fashion and Clouds ganó cuatro nominaciones (incluido Álbum del año) en los premios Experty.by por los votos de críticos bielorrusos y extranjeros. Meduza también destacó este álbum y nombró a Petlia Pristrastija el mejor grupo de rock de habla rusa.

Минская «Петля Пристрастия» называет «Моду и облака» своим самым «доступным» альбомом, и на то есть основания. Несколько стопроцентных хитов, идеальный звук, разнообразное настроение; песню «Груз» хочется переслушать раз 50 ещё до того, как она доиграет до конца.

Petlia Pristrastija de Minsk llama a Fashion and Clouds su álbum más "accesible", y hay buenas razones para ello. Varios éxitos al 100%, sonido perfecto, estado de ánimo variado; Quiero escuchar la canción "Cargo" 50 veces antes de que termine de reproducirse.
Pavel Borisov.

En 2017, Petlia Pristrastija ganó en 4 de las 6 nominaciones (Artista del año, Mejor álbum, Mejor disco, Mejor canción) en el quinto Rock Profi (Bielorruso) Russian Music Awards.
En 2019, el grupo lanzó su quinto álbum, "Gul". En el mismo año, el periodista musical Artemy Trotsky señaló:

На мой взгляд, «Петля Пристрастия» — это одна из лучших на данный момент русскоязычных постпанковых групп. Хороший коллектив, сильная лирика, броские энергичные песни… На более обширном поле русского рока «Петля Пристрастия» вполне может считаться одной из лучших групп.

En mi opinión, Petlia Pristrastija es una de las mejores bandas de post-punk de habla rusa en este momento. Un buen equipo, letras fuertes, canciones enérgicas pegadizas ... En el campo más amplio del rock ruso, Petlia Pristrastija bien puede ser considerada una de las mejores bandas.

El grupo suele realizar giras por Bielorrusia, Rusia, los Estados bálticos y Ucrania.
Petlia Pristrastija apoyó activamente a los manifestantes durante las protestas en Bielorrusia. El sencillo "Norma" estaba dedicado al movimiento de protesta. Los músicos dieron un concierto en la "Plaza de los Cambios" en Minsk, y el 22 de noviembre en Minsk durante la "Marcha contra el Fascismo", el vocalista de la banda, Ilya Cherepko-Samokhvalov, fue detenido y sentenciado a 15 días.

## Discografía

### Álbumes de estudio
- «Всем Доволен» (7 октября 2009)
- «Гипнопедия» (8 апреля 2011)
- «Фобос» (10 апреля 2013)
- «Мода и облака» (12 апреля 2016)
- «Гул» (15 февраля 2019)[17]
- «Не тот человек» (27 de octubre de 2021)[18]